# 北门巴语支
北门巴语支，又称Takpa（来自藏語：དྭགས་，威利转写：dwags），是藏缅语族的一個支系，有5万人使用。主要包括：
- 门巴语，1万人
- 布姆唐语（不丹布姆唐宗）kjz，3万6000人

门巴族的仓洛语可能不属于这个支系。

## 外部連結
- Tshangla language[永久]
- Guwahati profile

Template:Tribes of Arunachal Pradesh
Template:Hill tribes of Northeast India